# Cliftonville Ladies Football Club
Maillots
Actualités
Le Cliftonville Ladies Football Club est un club nord-irlandais de football basé à Belfast. C'est la structure féminine d'un des plus vieux club d'Irlande du Nord, le Cliftonville Football Club.
Le club a remporté une fois la Coupe d'Irlande du Nord de football féminin en 2015. L'équipe bat alors en finale le Crusaders Newtownabbey Strikers Women’s Football Club sur le score de quatre buts à un.
L'équipe évolue en première division du championnat d'Irlande du Nord depuis 2013. Son meilleur résultat est une deuxième place lors de la saison 2016.

## Histoire
Cliftonville est le premier club féminin nord-irlandais à proposer des contrats professionnels à ses joueuses. en mars 2023, avant de commencer la saison, douze joueuses signent un contrat professionnel.

## Palmarès
- Championnat d'Irlande du Nord
  - Vainqueur en 2022 et 2024
- Coupe d'Irlande du Nord
  - Vainqueur en 2015 et 2024
  - Finaliste en 2016 et 2023
- Premier League Cup
  - Vainqueur en 2011, 2023 et 2024
  - Finaliste en 2018 et 2022
- 2023 All-Island Cup
  - Finaliste